# Copa Libertadores da América Sub-20 de 2022
A Copa Libertadores da América Sub-20 de 2022, oficialmenete Copa CONMEBOL Libertadores Sub-20 de 2022 é a 6ª edição desta competição de futebol internacional organizada pela Confederação Sul-Americana de Futebol (CONMEBOL) para jogadores com até 20 anos de idade.
A competição teve como sede o Equador e teve como campeão o Peñarol, o qual derrotou nos pênaltis o Independiente del Valle, após um empate de 1–1 no tempo regular.

## Formato
O torneio foi disputado em duas fase: Fase de Grupos e Fase Final.
- Fase de Grupos: Essa fase foi disputada pelas 12 equipes classificadas, as quais foram distribuídas em três grupos (A, B e C). Ao final da fase, classificam-se os primeiros colocados de cada grupo e o melhor segundo colocados dentre os três grupos.
- Fase Final: Os quatro times classificados da fase grupos irão se enfrentar em dois jogos nas semifinais. Os dois vencedores irão disputar o título da final, enquanto que os perdedores irão disputar a partida pelo terceiro lugar.

## Equipes participantes
Nesta edição, as 12 vagas foram distribuídas da seguinte forma: atual campeão; 1 vaga adicional ao país anfitrião; 1 equipe de cada uma das 10 associações filiadas à CONMEBOL.
| Associação           | Equipe                    | Forma de classificação                                                         |
| -------------------- | ------------------------- | ------------------------------------------------------------------------------ |
| Argentina · (1 vaga) | Newell's Old Boys         | Campeão do Torneio do Primeiro Semestre de 2021                                |
| Bolívia · (1 vaga)   | Blooming                  | Campeão do Torneio Nacional Sub-19 de 2021                                     |
| Brasil · (1 vaga)    | Internacional             | Campeão da Supercopa do Brasil de Futebol Sub-20 de 2021                       |
| Chile · (1 vaga)     | Universidad de Concepción | Campeão do Nacional Futebol Jovem Sub-21 2021                                  |
| Colômbia · (1 vaga)  | Millonarios               | Campeão da Supercopa Juvenil FCF 2019                                          |
| Equador · (3 vagas)  | Independiente del Valle   | Campeão da Libertadores Sub-20 2020                                            |
| Equador · (3 vagas)  | LDU Quito                 | Campeão do Campeonato Nacional Sub-18 2021                                     |
| Equador · (3 vagas)  | Orense                    | 3º lugar no Campeonato Nacional Sub-18 2021 (Vaga adicional ao país anfitrião) |
| Paraguai · (1 vaga)  | Guaraní                   | Campeão do Torneio Especial 2021                                               |
| Peru · (1 vaga)      | Sporting Cristal          | Campeão da Copa Generación Sub-18 2021                                         |
| Uruguai · (1 vaga)   | Peñarol                   | Campeão do Campeonato Uruguaio Sub-19 2021                                     |
| Venezuela · (1 vaga) | Caracas                   | Campeão do Torneio Sub-19 2021                                                 |

## Sedes
A competição foi jogada em três estádios do Equador:  o Estádio Banco Guayaquil, propriedade do Independiente del Valle, o Estádio Olímpico Atahualpa e o Estádio Rodrigo Paz Delgado, propiedade da LDU Quito.
| Equador                    |                         |                             |
| Quito                      |                         |                             |
| Estádio Olímpico Atahualpa | Estádio Banco Guayaquil | Estádio Rodrigo Paz Delgado |
| Capacidade: 35.258         | Capacidade: 12.000      | Capacidade: 41.575          |
| Estadio Olímpico Atahualpa | Estadio Banco Guayaquil |                             |

## Sorteio
O sorteio aconteceu em 20 de dezembro de 2021 às 13:30 (UTC-3) na sede da CONMEBOL. Ele foi realizado de acordo com o Artigo 16 do Regulamento, que diz:
- As 12 equipes serão alocadas em quatro potes com três equipes cada, de acordo com a colocação da sua associação na edição anterior do torneio;
- As equipes da mesma associação não podem ser sorteadas no mesmo grupo.

| Pote 1                                                         | Pote 2                              | Pote 3                                                   | Pote 4                            |
| -------------------------------------------------------------- | ----------------------------------- | -------------------------------------------------------- | --------------------------------- |
| - Independiente del Valle (A1) - LDU Quito - Newell's Old Boys | - Internacional - Guaraní - Caracas | - Universidad de Concepción - Peñarol - Sporting Cristal | - Millonarios - Orense - Blooming |

## Fase de Grupos
|  | Equipes classificadas                            |
|  | Equipe classificada como melhor segundo colocado |
|  | Equipes eliminadas                               |

### Grupo A
| Pos. | Equipe                  | Pts | J | V | E | D | GP | GC | SG  |
| ---- | ----------------------- | --- | - | - | - | - | -- | -- | --- |
| 1    | Independiente del Valle | 9   | 3 | 3 | 0 | 0 | 13 | 1  | +12 |
| 2    | Caracas                 | 6   | 3 | 2 | 0 | 1 | 6  | 4  | +2  |
| 3    | Sporting Cristal        | 3   | 3 | 1 | 0 | 2 | 6  | 12 | -6  |
| 4    | Blooming                | 0   | 3 | 0 | 0 | 3 | 0  | 8  | -8  |

|                  | BLO | CAR | IND | SPC |
| ---------------- | --- | --- | --- | --- |
| Blooming         |     |     | 0−3 |     |
| Caracas          | 1−0 |     |     | 5−1 |
| Independiente    |     | 3−0 |     | 7−1 |
| Sporting Cristal | 4−0 |     |     |     |

### Grupo B
| Pos. | Equipe        | Pts | J | V | E | D | GP | GC | SG |
| ---- | ------------- | --- | - | - | - | - | -- | -- | -- |
| 1    | Peñarol       | 7   | 3 | 2 | 1 | 0 | 5  | 1  | +4 |
| 2    | Millonarios   | 6   | 3 | 2 | 0 | 1 | 3  | 3  | 0  |
| 3    | LDU Quito     | 3   | 3 | 1 | 0 | 2 | 2  | 4  | -2 |
| 4    | Internacional | 1   | 3 | 0 | 1 | 2 | 1  | 3  | -2 |

|               | INT | LDU | MIL | PEN |
| ------------- | --- | --- | --- | --- |
| Internacional |     |     | 0−1 | 1–1 |
| LDU Quito     | 1−0 |     |     | 0−2 |
| Millonarios   |     | 2−1 |     |     |
| Peñarol       |     |     | 2−0 |     |

### Grupo C
| Pos. | Equipe                    | Pts | J | V | E | D | GP | GC | SG |
| ---- | ------------------------- | --- | - | - | - | - | -- | -- | -- |
| 1    | Guaraní                   | 6   | 3 | 2 | 0 | 1 | 5  | 2  | +3 |
| 2    | Newell's Old Boys         | 6   | 3 | 2 | 0 | 1 | 4  | 2  | +2 |
| 3    | Orense                    | 6   | 3 | 2 | 0 | 1 | 5  | 5  | 0  |
| 4    | Universidad de Concepción | 0   | 3 | 0 | 0 | 3 | 3  | 8  | -5 |

|                     | GUA | NOB | ORE | UNI |
| ------------------- | --- | --- | --- | --- |
| Guaraní             |     |     | 0−1 | 4−1 |
| Newell's Old Boys   | 0−1 |     |     | 1−0 |
| Orense              |     | 1−3 |     |     |
| Univ. de Concepción |     |     | 2−3 |     |

## Fase Final
|  | Semifinais              | Semifinais              |      |                         | Final                   | Final |  |
|  |                         |                         |      |                         |                         |       |  |
|  | 17 de fevereiro - Quito |                         |      |                         |                         |       |  |
|  | Independiente del Valle | 3                       |      |                         |                         |       |  |
|  | Guaraní                 | 1                       |      |                         |                         |       |  |
|  |                         |                         |      |                         |                         |       |  |
|  |                         |                         |      |                         | 20 de fevereiro - Quito |       |  |
|  |                         |                         |      |                         | Independiente del Valle | 1(3)  |  |
|  |                         | Peñarol                 | 1(4) |                         |                         |       |  |
|  |                         |                         |      |                         |                         |       |  |
|  |                         |                         |      |                         |                         |       |  |
|  |                         |                         |      |                         | Terceiro lugar          |       |  |
|  | 17 de fevereiro - Quito | 17 de fevereiro - Quito |      | 20 de fevereiro - Quito | 20 de fevereiro - Quito |       |  |
|  | Peñarol                 | 2                       |      | Guaraní                 | 3                       |       |  |
|  | Caracas                 | 1                       |      |                         | Caracas                 | 2     |  |

### Semifinais
As semifinais foram disputadas a 24 e 25 de janeiro de 2023.
| 17 de fevereiro de 2022 | Independiente del Valle                      | 3 – 1  | Guaraní           | Estádio Banco Guayaquil, Quito           |  |
| 15:00                   | Sagardia 43' (pen), 56' · Valencia 74' (pen) | Súmula | 87' (pen) Benítez | Público: 0 Árbitro: ARG Nicolás Lamolina |  |

| 17 de fevereiro de 2022 | Peñarol       | 2 – 1  | Caracas      | Estádio Banco Guayaquil, Quito        |  |
| 17:30                   | Alonso 12, 61 | Súmula | 26' Sulbarán | Público: 0 Árbitro: COL Carlos Ortega |  |

### Terceiro lugar
| 20 de fevereiro de 2022 | Guaraní                              | 3 – 2  | Caracas                     | Estádio Rodrigo Paz Delgado, Quito     |  |
| 15:00                   | Adorno 48' · Benítez 73' · López 88' | Súmula | 21' Molleda · 76' Guarirapa | Público: 0 Árbitro: CHI Cristian Garay |  |

### Final
| 20 de fevereiro de 2022 | Independiente del Valle | 1 – 1  | Peñarol    | Estádio Rodrigo Paz Delgado, Quito      |
| 18:00                   | Delgado 90'             | Súmula | 76' Méndez | Público: 0 Árbitro: BRA Flávio de Souza |

|                                       |       | Penalidades                                 |  |
| Medina Sagardia Delgado Carcelén Mina | 3 – 4 | Ferreira Méndez Homechenko Rodríguez Alonso |  |

## Premiação
| Copa Libertadores da América Sub-20 de 2022 |
| Uruguai                                     |
| ------------------------------------------- |
| Peñarol Campeão (1º título)                 |